# Oriental (Costa Rica)
Oriental è un distretto della Costa Rica facente parte del cantone di Cartago, nella provincia omonima. Si tratta in effetti di uno dei quartieri che compongono la città di Cartago.